# Panhard PL 17
Panhard PL 17 — легковий автомобіль, що виготовлявся французькою компанією «Панар» (фр. Société des Anciens Etablissements Panhard et Levassor) у 1959—1965 рр.
Вперше був представлений 29 червня 1959 р. Конструктивно являв модернізацію попередника — Panhard Dyna Z. Оновлення зазнали оперення, передні двері (стали кріпитись на передніх а не задніх петлях) і в цілому кузов став більш обтічним.
З 1959 виготовлялись виключно седани, у 1961 р. з'явилися кабріолети, а у 1963 р. універсали.
Останній створений компанією Panauto мав довшу колісну базу попри аналогічну седану габаритну довжину. Загалом було виготовлено всього близько 2500 універсалів.
Літери PL у назві означають повну назву компанії — «Panhard et Levassor», цифра а 17 — сума чисел 5+6+6, де 5 — податкова потужність (к. с.), 6 — кількість місць, 6 — витрата палива у л на 100 км.
У 1964 р. з назви зникли літери PL, у позначеннях з'явились літери «В» (фр. Bérline — седан) та «ВТ» (Bérline tigre). Люксову версію Grand Standing замінила версія Relmax. Також у цьому році дещо змінилась зовнішність автомобіля.
Виробництво припинилось у січні 1965 р. Усього було виготовлено 166 192 автомобіля.